# Cervera del Maestre

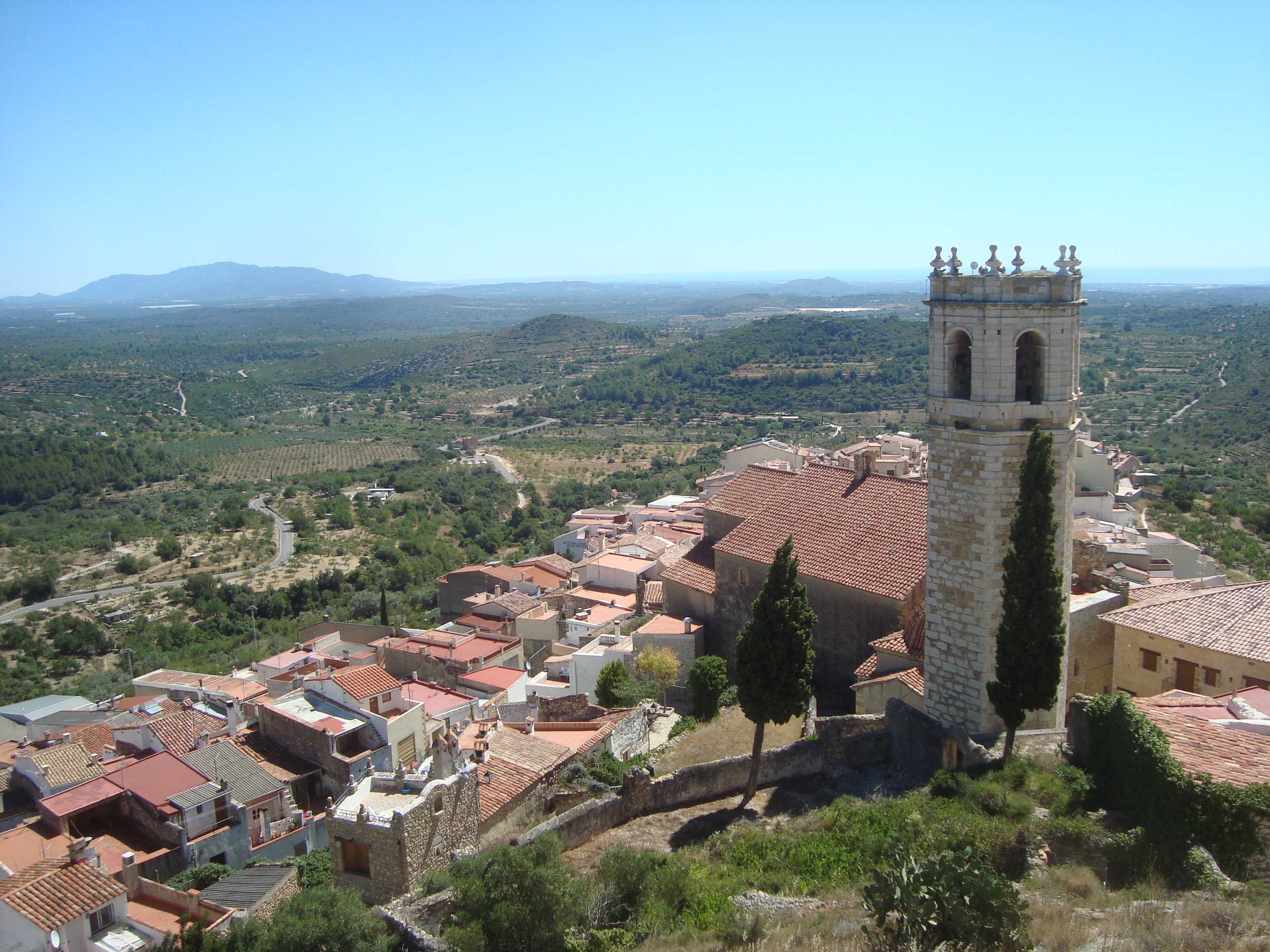
Panorámica de Cervera del Maestre

Cervera del Maestre (en valenciano Cervera del Maestrat) es un municipio situado al noroeste de la Comunidad Valenciana, España, en el norte de la provincia de Castellón, en la comarca del Bajo Maestrazgo. Cuenta con 557 habitantes (INE 2020).

## Geografía
Un paisaje típico de secano es el que rodea a Cervera. Superficie montañosa, con una altitud de 316 m. Sus picos más elevados son Revoltones (635 m), Perdiguera (516 m) y Mola (481 m). El terreno es de naturaleza rocosa y arcillosa. Clima de transición entre el mediterráneo y el continental.
Posee una vegetación a base de carrascales de meseta sobre calizas con dos etepas. La superficie cultivable del término municipal, está destinada preferentemente a los cultivos de secano: almendros, algarrobos y olivos, siendo escasa la destinada al cultivo de regadío que es preferentemente la alcachofa, aparte de algunos cítricos y hortalizas.
Se accede a esta localidad desde Castellón de la Plana tomando la AP-7 y luego la CV-135.

### Localidades limítrofes
El término municipal de Cervera del Maestre limita con las siguientes localidades:
La Jana, Traiguera, San Jorge, Cálig, Peñíscola, Santa Magdalena de Pulpis, Salsadella y San Mateo todas ellas de la provincia de Castellón.

## Historia
Cervera del Maestre tiene una larga historia como lo demuestran numerosos yacimientos arqueológicos, destacando el Mas d'Aragó, una villa agrícola romana. Fundada por los griegos focenses en el 331 a. C. La población está a la sombra del castillo de Cervera construido en el siglo XI.

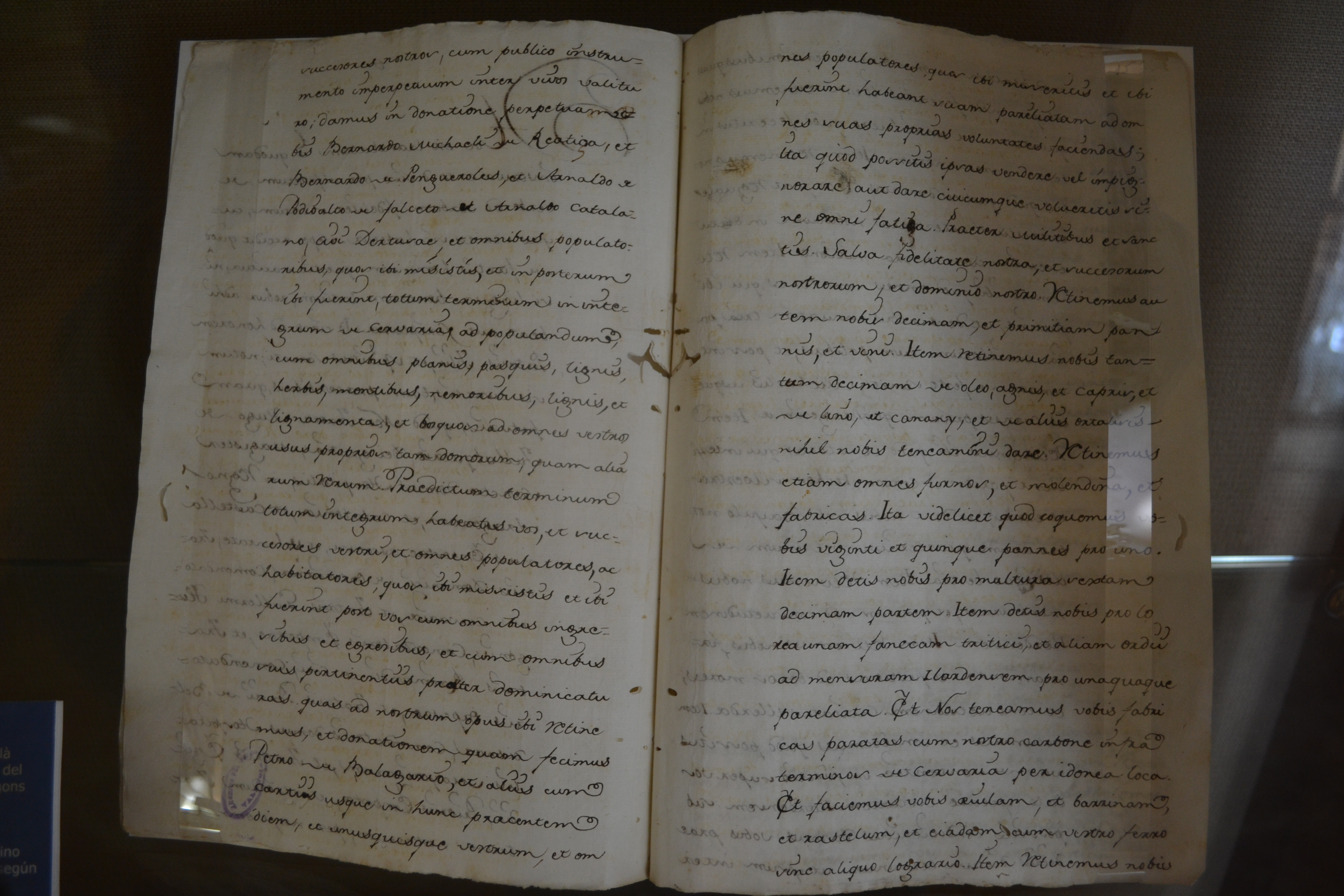
Carta Puebla de Cervera del Maestre (1235).

Fue el centro del término y futura bailía de Cervera, que fue donada, antes de la conquista por Ramón Berenguer IV a la Orden del Hospital de San Juan de Jerusalén, siendo confirmada dicha donación por el rey Jaime I en 1235. Comprendía los pueblos de Traiguera, La Jana, Chert, Carrascal, Cálig, La Barcella, Rosell, San Mateo, Canet lo Roig y Masía de los Estellés. En noviembre de 1233 los hospitalarios  pactaron una carta de población con los musulmanes y otorgaron otra para los cristianos de todo el distrito en 1235. En 1250, la Orden otorgó una nueva carta puebla solo para la villa. En 1317, pasó a manos de la Orden de Montesa, desarrollando una gran actividad comercial. En el siglo XIV se donaron sus rentas a la Mesa Maestral, permaneciendo adscrita a la figura del Gran Maestre hasta el siglo XIX.

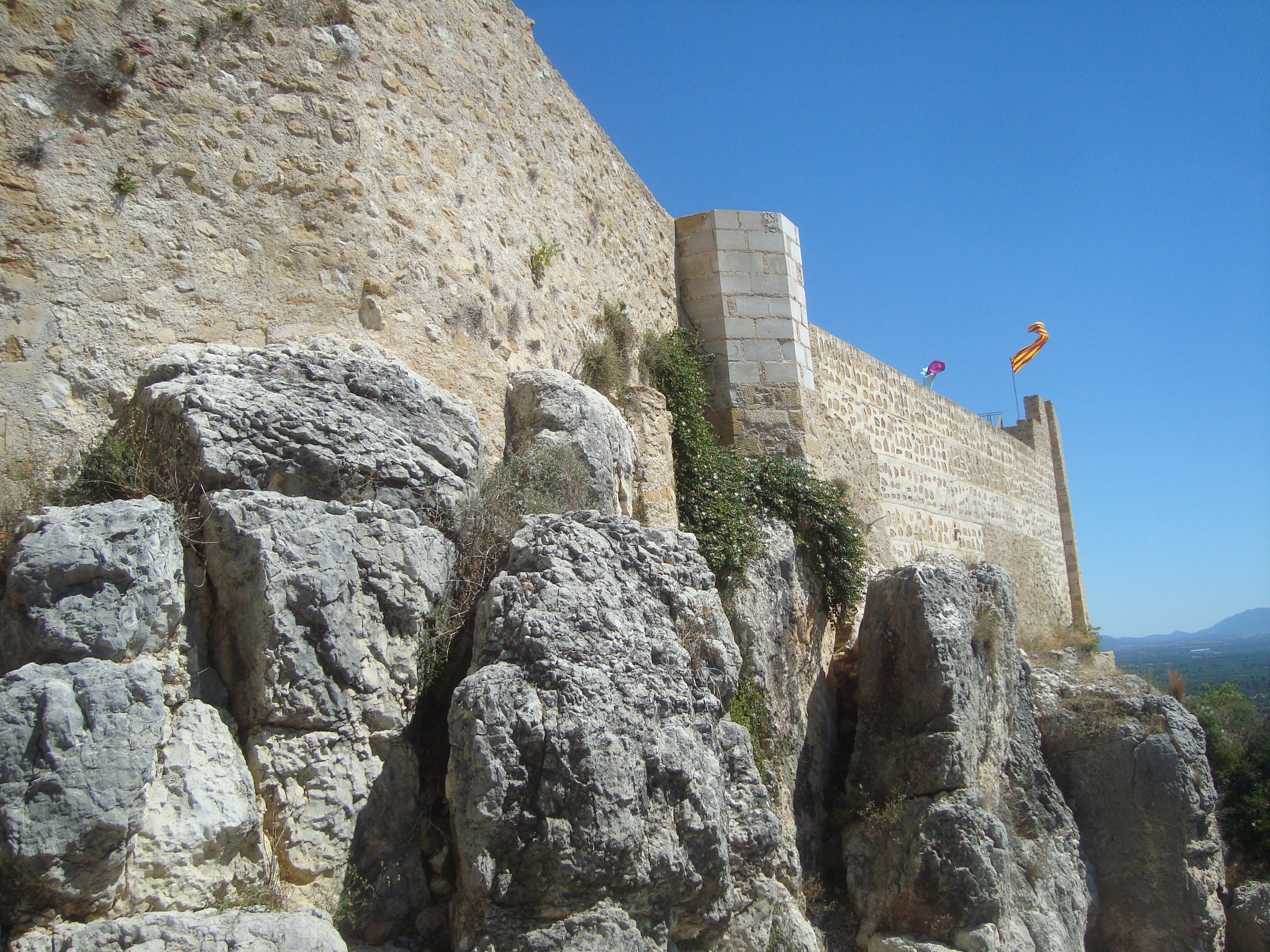
Murallas del Castillo de Cervera (Cervera del Maestre)

## Demografía
Cervera del Maestre cuenta con una población de 643 habitantes (INE 2024).
| Gráfica de evolución demográfica de Cervera del Maestre entre 1842 y 2021                                                                                    |
| |
| Población de derecho según los censos de población del INE Población de hecho según los censos de población del INEEn este censo se denominaba Cervera: 1842 |

| 1990 | 1992 | 1994 | 1996 | 1998 | 2000 | 2002 | 2004 | 2005 | 2007 | 2019 |
| ---- | ---- | ---- | ---- | ---- | ---- | ---- | ---- | ---- | ---- | ---- |
| 831  | 779  | 767  | 746  | 730  | 711  | 661  | 640  | 663  | 724  | 575  |

### Economía
Las principales actividades económicas son la agricultura de secano (algarrobo, olivo y almendro) y la ganadería (avícola y porcina). No existe mucha industria (artesanal, ebanistería).

### Política
| Periodo   | Nombre                    | Partido   |
| --------- | ------------------------- | --------- |
| 1979-1983 | Vicente Cardona Paúls     | UCD       |
| 1983-1987 | Joaquín Adell Besalduch   | PSPV-PSOE |

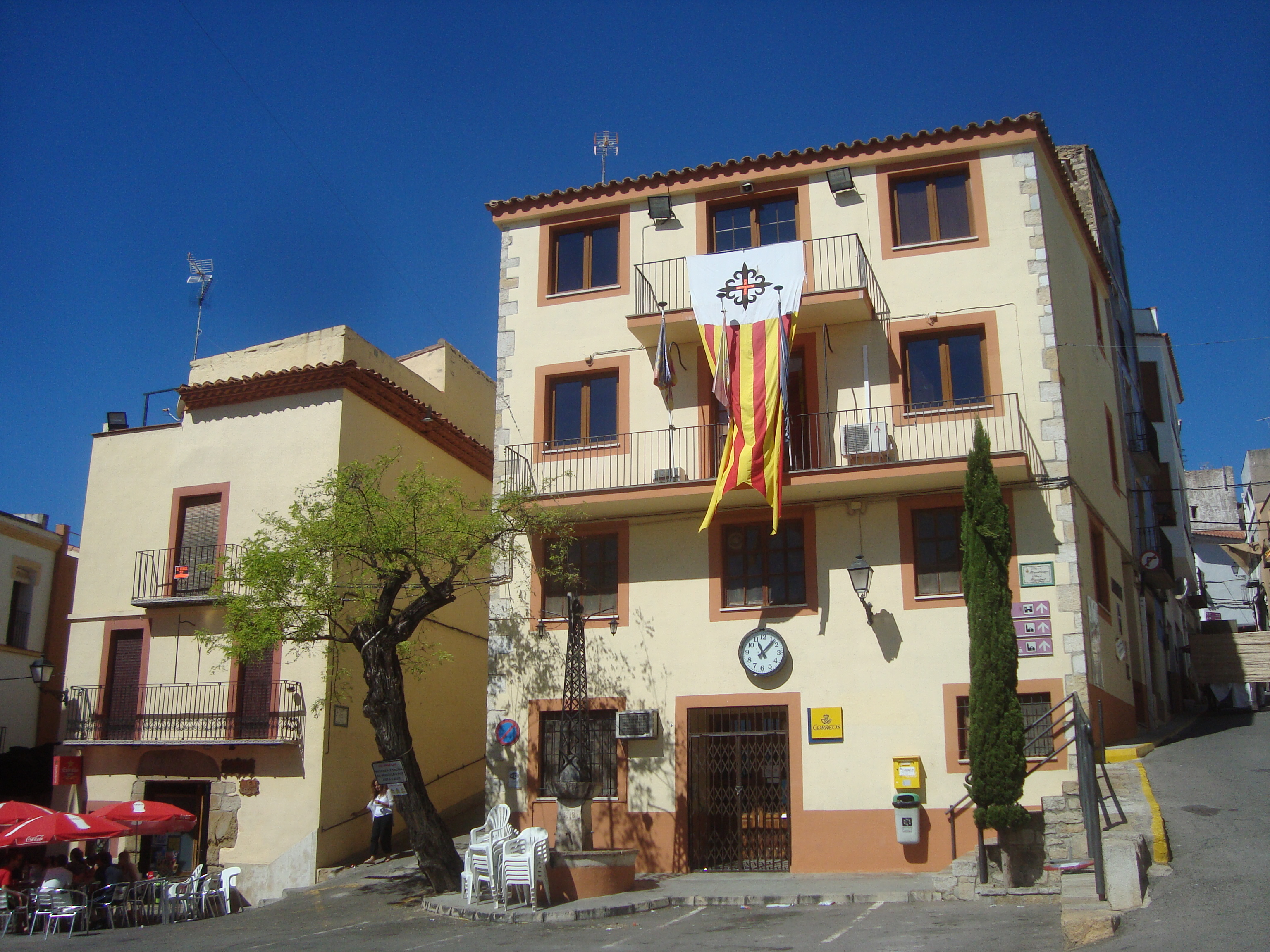
Ayuntamiento de Cervera del Maestre

| 1987-1991 | José Ballester Salvador   | PP        |
| 1991-1995 | José Ballester Salvador   | PP        |
| 1995-1999 | José Ballester Salvador   | PP        |
| 1999-2003 | Carolina Salvador Moliner | PP        |
| 2003-2007 | Antonio Lluch Cardona     | PSPV-PSOE |
| 2007-2011 | Antonio Lluch Cardona     | PSPV-PSOE |
| 2011-2015 | Adolf Sanmartín Besalduch | PSPV-PSOE |
| 2015-2019 | Adolf Sanmartín Besalduch | PSPV-PSOE |
| 2019-2023 | Adolf Sanmartín Besalduch | PSPV-PSOE |

## MPatrimonio

### Patrimonio religioso

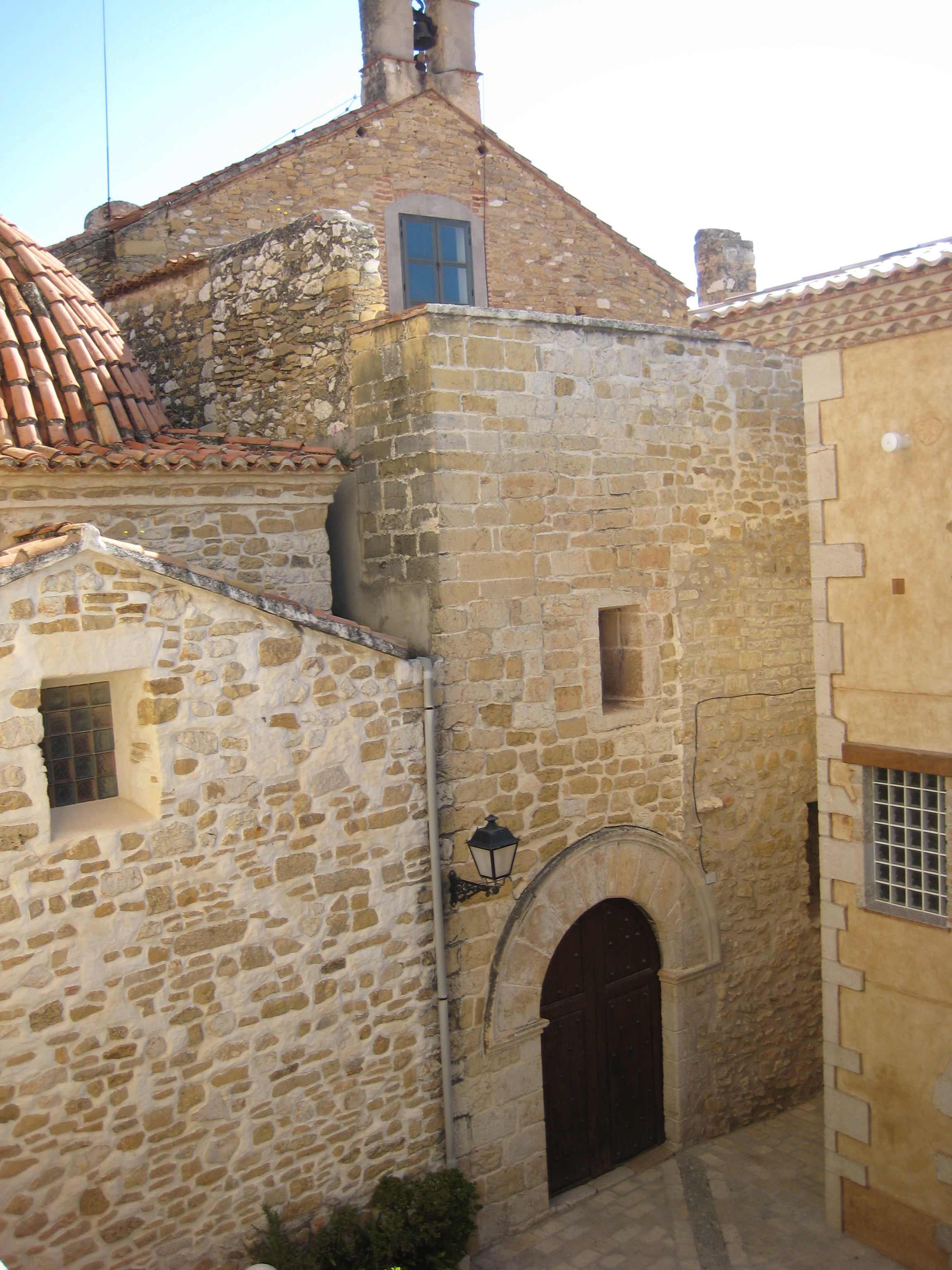
Iglesia parroquial de la Asunción

- Ermita de San Sebastián. Construido originariamente como hospital, es un edificio de planta cuadrada, tres naves de desigual medida y arcos irregulares de medio punto y de ojiva sobre pilares octogonales. Singular en toda la Comunidad Valenciana.
- Iglesia parroquial. Está dedicada a la Asunción de la Virgen y se encuentra incrustada dentro de la trama urbana, accediéndose a ella por dos tramos de escaleras que dan acceso a las dos puertas. Es de una sola nave con dos capillas laterales. La portada es sencilla, con arco de medio punto sobre impostas. En su interior es apreciable un altar dedicado a la Virgen de la Costa, con imagen de talla del siglo XVI y una cruz procesional gótica. Destaca la torre del Campanario, barroca, hexagonal, de piedra y con dos cuerpos: el inferior macizo y el superior con huecos entre pilares.

Desde el año 2010 el rector de la parroquia es Rvdo. Juan Guerola Arrastraria perteneciente al Obispado de Tortosa y nombrado por el obispo Mons. Javier Salinas y Viñals
- Ermita de San Sebastián. ermita, hospital medieval, lugar de conciertos, exposiciones.

### Patrimonio civiles
- Molino Aceitero o Molí de l'Oli. Antiguo molino de aceite que se conserva perfectamente y que actualmente alberga un completo Museo del Aceite. Es del siglo XVII.
- Castillo de la Maestranza de Montesa. Es de origen árabe, de planta irregular, con varios recintos no concéntricos, construido en el siglo XIII sobre los cimientos de un castro-ibérico. Se pueden observar los lienzos de las murallas, encontradas en la roca del montículo, pero no con toda su altura. En su interior se encuentran los restos de un aljibe, bóvedas de los antiguos hornos y el portal de entrada con arco de medio punto. En su origen poseía cuatro torreones y el aljibe y los muros tenían una superficie aproximada de 5000 metros cuadrados.

### Lugares de interés
- Fuente de la Roca. Fuente manantial y zona de acampada.
- Fuente de la Caramela. Fuente manantial.
- La Perdiguera y Mas d'Exaudi. Paraje de interés.

## Cultura

### Fiestas
- San Sebastián. Se celebra en enero.
- Fiestas patronales. Se celebran en agosto, durante la primera semana.
- Virgen de la Costa. Se celebra en septiembre.

### Gastronomía
De los platos típicos de la población destacan: paella valenciana al estilo de Cervera, arroz con caracoles, "tombet de bou", pastissets y repostería típica.